# Кризис печати 1920—1923 годов
Кризис печати 1920—1923 годов  — это процесс, развернувшийся в Советской России и СССР в среде печатных средств массовой информации (СМИ) в первой четверти XX века. Отечественные исследователи связывают данное явление с переходом на Новую экономическую политику (НЭП).

## Предпосылки и причины
Основной предпосылкой для развития кризиса печати 1920-1923 годов становится Гражданская война, а также революция 1917 года. Данные события повлияли как на профессиональную деятельность журналистов отечественных СМИ, так и на материально-техническую сферу. Овсепян Р. П. в пособии «История новейшей отечественной журналистики» отмечает, что окончание Гражданской войны завело в тупик политику «военного коммунизма» - перестали соответствовать действительности актуальные ранее идеологические установки; концепции, продвигаемые ранее партийно-советской прессой, не получили практической реализации.

## Материально-технические аспекты кризиса печати
По мнению Бабюка М. И., изменения в системе массовой коммуникации в стране произошли из-за революции и Гражданской войны. Рыночные принципы регулирования печати заменили принципом политцелесообразности. Следовательно, изменилась система управления и финансирования массовых коммуникаций и характер регулирования работы печатных органов – причем как обществом, так и государством: вопросы кадров, материально-технического обеспечения и логистики становятся политической задачей.
После революции для печати наступили «темные времена» в плане материальной базы – недостаточно оборудования, нет краски, шрифтов. Следовательно, еще острее вопрос выпуска печатных СМИ встает во время перехода к НЭПу – запасы истощены (после Гражданской войны и революции) и пополняются только незначительными объемами. «Точкой отсчета» для материально-технического кризиса отечественной печати можно назвать апрель 1921 года. В отделе ЦК партии большевиков констатировали: все запасы бумаги и картона довоенного периода уже использованы.
Факторами возникновения кризиса материально-технической базы отечественной печати Бабюк М. И. называет:
- Обнищание населения;
- Остановка крупных производств (из 200 производств в 1913 осталось менее 140, причем все они — в непростом положении);
- Полное прекращение импорта;
- Нехватка капитальных средств;
- Нехватка инженерных и рабочих кадров;
- Недостаток оборудования, топлива, сырья, запчастей;
- Национализация бумпромышленности (отток управперсонала, введение норм соцзащиты).

В 1921 году страна вырабатывала около двух миллионов пудов бумаги (в 12 раз меньше, чем до войны). Переход к Новой экономической политике (НЭП) только усугубил кризисные проявления – у государства нет возможности поддерживать столько партийных и государственных изданий, тиражей. После войны не осталось ни бумаги, ни расходным материалов для станков, ни финансов. Значительно снижается тиражность печатных изданий («Правда» — с 250 тысяч экземпляров (декабрь 1921 года) до 75 тысяч экземпляров (февраль 1922), «Труд» — в три раза, «Беднота» — почти в 6 раз к весне 1922 года). Часть изданий вовсе прекращает свое существование.

## Профессиональные аспекты кризиса печати
В 1921 году в отечественной журналистике на первый план выходит задача организации пропаганды НЭПа среди широких масс (рабочие и крестьяне). Однако идеологической проблемой становится отсутствие продуманности проблематики, незнание процессов, которые происходят в хозяйственной жизни. Отсюда профессиональные факторы кризиса отечественной печати – СМИ еще не перестроились под новые условия, сохраняют пропагандистский тон годов гражданской войны. Советский режим переживает либерализацию, следовательно, печатные средства массовой информации требуют больше свободы. 
Кроме того, фактором кризиса в профаспекте становится катастрофически низкий уровень качества печатных СМИ. Качество прессы снизилось еще во время Гражданской войны, однако Овсепян Р. П. утверждает, что если в военное время это было еще приемлемым, то в мирные годы этот уровень был катастрофически низким, что повлекло за собой:
- Снижение интереса к печати;
- Падение авторитета печатных СМИ;
- Ограничение влияния на социум.

Кроме того, кризисные аспекты финансовой сферы не позволяют осуществлять подготовку действительно профессиональных кадров и улучшать материально-техническую базу.
Журналистов все еще мало, тем более – профессиональных, уровень подготовки кадров низкий. Большинство советских журналистов не может «нащупать» в новых условиях самые важные, актуальные, главные темы, возникшие в связи с переходом на новую экономическую политику – то есть, пресса не может быстро перестроиться под новые реалии. Поэтому печатные СМИ все еще увлекались славословием: повторяли давно известные положения, которые уже не соответствовали реальности.
С переходом на новую экономическую политику наступает «невероятная разруха, нэпмановская стихия, острая нехватка бумаги, слабость полиграфической базы, малочисленность журналистских кадров» - то есть, острый кризис печатных СМИ. Особенно пострадали при этом уездные газеты и национальная печать. Возникают так называемые «Однолошадные хозяйства» - издания, где всем занимается один редактор (от сбора информации до распространения тиража). Прослеживается тяжелое положение в сфере национальной прессы (это республики и области). Подотдел агитпропа ЦК РКП(б) в 1922 отмечает: «Многие слабы во всех отношениях, некоторые – на грани умирания». Зорич А. отмечает, что ситуация в кадровой среде была настолько критична, что издания были рады любому журналисту, кто «корову не писал через «ять». Количество газет на национальных языках меньше, чем за полгода, сокращается в пять раз (январь 1922 – 108 газет, май того же года – всего 23). В Татарской республике – ни одной газеты, а тиражи в национальных зданиях – не более тысячи экземпляров.
Все это Кузнецов объясняет острым дефицитом кадров, низким уровнем профессиональной подготовки журналистов, низким качеством самих изданий.

## Преодоление кризиса печати
Для выхода из материально-технического кризиса отечественной печати власти предпринимают сразу несколько мер.
- Ограничивается выпуск печатных СМИ;
- Принимается декрет о платности газет;
- Принимаются меры по реформированию системы целлюлозного производства (расформирование Главбума; создание 8 крупных гострестов, куда вошли действующие предприятия[7], часть предприятий, не вошедших в тресты, сдана частным структурам).

Переход на коммерческую основу взаимодействия средств массовой информации и сырьевой сферы улучшил ситуацию – к 1923 году объемы производства бумаги начинают расти.
- Октябрь 1921 года - открытие Государственного института журналистики для обеспечения СМИ кадрами;
- Январь 1922 года - утверждение сети газет на территории РСФСР (232 издания[8]).

Данные шаги не приносят значительного результата – во второй половине 1922 года наступает острая стадия кризиса, так как НЭП усугубляет и без того тяжелое материальное положение, еще больше снижая полиграфическую техническую оснащенность печатных СМИ.
- Май 1924 года – 13 съезд РКП(б) – выпускается директива, по который партийные органы и редакции должны сделать так, чтобы коммунисты обязательно были подписчиками партийных газет, а на 10 крестьянских дворов выписывалась одна массовая крестьянская газета;
- Обеспечение изданий кадрами (прием в Институт журналистики увеличили в два раза), возвращаются журналисты, которые стали заниматься партийной и хозяйственной работой. В журналистику идут люди, которые имеют склонность к этой профессии.

К апрелю 1923 года положение стабилизируется. Весной 1924 года в составе отделов печати учреждают подотделы национальной прессы.

## Дискуссии (критика)
Исследователи кризиса печати 1920-1923 годов рассматривают само явление с различных точек зрения. Некоторые ученые смотрят на вопрос через призму материально-технической базы печатных средств массовой информации: следовательно, основой кризисных явлений для них становится резкое ухудшение материально-технической базы после Гражданской войны и революции 1917 года. Так, за основу своего исследования данную точку зрения берет Бабюк М. И. В свою очередь, Кузнецов И. В. большее внимание уделяет профессиональному аспекту кризиса печати – низкой подготовке кадров, невозможности «приноровиться» к новым условиям. Овсепян Р. П. рассматривает оба аспекта – причем в своем исследовании ученый скорее обозначает материально-технический кризис как предпосылку профессионального.
Важно отметить, что есть у ученых и общие «постулаты»: например, в качестве предпосылок к возникновению кризиса все исследователи рассматривают Гражданскую войну и революцию 1917 года, которые значительно снизили качество прессы как в годы самих явлений, так и в дальнейшем.